# Обговоренню не підлягає
Обговоренню не підлягає (англ. Undisputed) — американський бойовик 2002 року.

## Сюжет
За скоєння тяжкого злочину чемпіон з боксу Джордж Чемберс опиняється у в'язниці для особливо небезпечних злочинців. Щороку тут проводиться тюремний бокс, і вже 10 років чемпіоном у цьому виді спорту є Монро Хатчинс, засуджений за вбивство. Чемберс намагатиметься повернути собі зоряний титул, а Монро — в черговий раз довести, що він — найкращий. Розпочинається підготовка до вирішального бою і незабаром на рингу повинні зійтися два бійця, які не бажають поступатися один одному.

## У ролях
- Веслі Снайпс — Монро Гатчинс
- Вінг Реймс — Джордж Чемберс
- Пітер Фальк — Менді Ріпштейн
- Майкл Рукер — Ей-Джей Меркер
- Джон Седа — Хісус «Чуй» Кампос
- Вес Стьюді — Мінго Пейсі
- Фішер Стівенс — Джеймс «Ретбаг» Кройкек
- Дейтон Каллі — Янкі Льюїс
- Емі Акіно — Дарлін Ерлі
- Джонні Вільямс — Аль
- Джо Д'Анджеріо — Вінні